# 祁答院慎
祁答院 慎（けどういん まこと、1973年9月4日 - ）は、日本のゲームクリエイター、デザイナー、小説家。学位は学士（芸術）（大阪芸術大学・1997年）。姓の英語表記はKEDWINを用いている。バーチャルYouTuberとしてはメドウィン・トリス名義で活動している。
株式会社アテナ、株式会社ソニー・コンピュータエンタテインメント、株式会社メディアファクトリーを経て、チームグリグリに所属した。

## 来歴

### 生い立ち
1973年9月4日生まれ、兵庫県尼崎市出身。大阪芸術大学映像学科卒業後、アテナ、SCEI、メディアファクトリーを経てフリーとなる。コープスパーティーのクリエイターであり、同作(Dante98版)は1997年3月に第2回アスキーエンタテインメントソフトウェアコンテスト最優秀賞を受賞している。2011年9月に竹書房から刊行されたコープスパーティー Cemetery0 〜冴之木七星の霊界調査ファイル#01【惨月夜話】〜にて小説家デビュー。

### クリエイターとして
コープスパーティーシリーズを始め、猟奇的ホラー作品を手がける。祁答院の英語表記はKEDWINを使っている。
代表作であるコープスパーティーシリーズでは、原作・演出・シナリオ・グラフィックの他、同ゲームのコミカライズ版の原作も担当。その他、『DOLLS FALL』『限界聖布★マジカルパンツァー!』の原作や、『月英学園』のゲストシナリオも手がける。2009年から放送されていたラジオ番組『杉田智和のアニゲラ!ディドゥーーン』シリーズにおいては、事実上の準レギュラーとして高頻度で出演するなど、ラジオパーソナリティーとしての一面も持つ。番組内のドラマコーナーに出演することも多いことから、声優的な活動にも取り組んでいる。また、実写映画においても、西村喜廣の映画『蠱毒 ミートボールマシン』に出演するなど、活躍の場を広げている。
2019年よりYouTubeにて『ホラーアカデミアン』を開設し、企画・脚本を担当するとともに、自身もバーチャルYouTuberとして「メドウィン・トリス」を演じている。ただし事前収録されたドラマ版のみ種﨑敦美が担当する。

## 人物
バッドエンドやグロテスクな描写を得意とする作風であり、作品内の登場人物（特に少女キャラ）に対する情け容赦の無い仕打ちで有名である。これについては、仕事仲間やファンからは「本人の性的嗜好」「外道淫」と言われている。
杉田智和のアニゲラ!ディドゥーーンでゲストで登場して以来、杉田智和やマフィア梶田との交流は深い。梶田とともに杉田の実家を訪れた経験を持ち、その実家で飼われている犬の直司と戯れるほどである。また、コープスパーティーや月英学園 -kou-などとの繋がりから、中村悠一、安元洋貴、早見沙織、上坂すみれなど、出演声優とも交流がある。
よくペンネームと勘違いされる「祁答院」はれっきとした本名。父親のルーツが鹿児島県祁答院町（現薩摩川内市の一部）にあり、集落には祁答院姓が多数在住しているという。氏名が特徴的であることから、アリスソフトのゲーム『夜が来る!』の登場人物「祁答院マコト」の名前のモデルになったという。

## 作品

### ゲーム
- MOTHER2 ギーグの逆襲 - 任天堂デバッグチーム (1994年)
- サバトの女王 - 制作 (1995年)
- コープスパーティーシリーズ
  - コープスパーティー - 企画・制作、キャラクターデザイン、シナリオ・メイングラフィック (1996年)
  - コープスパーティー Blood Covered リピーティッドフィアー - シナリオ、グラフィック監修、音声監修、スクリプト (2010年8月)
  - コープスパーティー Book of Shadows (2011年9月)
  - コープスパーティー -THE ANTHOLOGY- サチコの恋愛遊戯♥Hysteric Birthday 2U (2012年8月)
  - コープスパーティー BLOOD DRIVE (2014年7月)
- クローズ THE BATTLE ACTION FOR SEGASATURN(アテナ) - グラフィックデザイン (1997年)[1]
- 猫の森のトラ吉 (RPGツクール95収録用サンプルゲーム) - 制作 (1998年3月)
- Rappin'Magic (RPGツクール4収録用サンプルゲーム) - 制作 (2000年7月)
- 霊刻 -池田貴族心霊研究所- - ディレクション・グラフィックデザイン(一部) (2000年10月)
- ケロケロキング - プロジェクトマネージャー(2001年4月)
- OVAアーケードゲーマーふぶきDVD特典格闘ゲーム - 制作 (2002年2月)
- 月英学園 -kou- - ゲストシナリオ (2013年10月)
- Death end re;Quest - シナリオ (2018年3月)
- Death end re;Quest2 - シナリオ（2020年2月）

### 同人ゲーム
- コープスパーティーシリーズ
  - コープスパーティー Blood Covered - シナリオ、演出、キャラクターグラフィック (2008年～2011年7月)
  - コープスパーティー2 - 脚本、演出、キャラクターデザイン (2013年5月)
- Virgin Queen 〜女王誕生〜 - 企画、キャラクターモーション、パッケージイラスト (2003年1月)
- Virgin Queen Beauty - 企画、キャラクターモーション、パッケージイラスト (2003年1月)
- 角田さんだぁ〜 - ドットキャラクター (2006年6月)
- DREAD LOCK - webデザイン (2006年9月)
- Tetra Bash - シナリオ (2007年1月)
- 角田さんだぁ〜LOVE!! - ドットキャラクター (2007年8月)
- 角田さんだぁ〜LOVE!! EVOLUTION - ドットキャラクター (2009年5月)

### 実写映画
- 9つの窓
  - Dark Lake - 脚本・原作（2013年）
- コープスパーティー - 脚本監修（2015年）
- コープスパーティー Book of Shadows - 脚本監修（2016年）

### OVA
- コープスパーティー Tortured Souls -暴虐された魂の呪叫- - 原作（2013年）

### インターネットテレビ番組
- ホラーアカデミアン - 企画・脚本（2019年〜）

### 書籍
- コープスパーティーシリーズ
  - コープスパーティー Cemetery0 〜冴之木七星の霊界調査ファイル#01【惨月夜話】〜 - 著者 (2011年9月)
  - 小説、コミカライズ監修
- DOLLS FALL - 原作、三色網戸。作画 (2013年6月～)[7]
- 限界聖布★マジカルパンツァー! - 原作、倖らる作画 (2014年3月～)[8]
- はるかぜ ちょーじょーぶ! - 原作、柴田燕ウ作画（2015年11月～）[9]

### CD
- Limited Love - 作詞、歌今井麻美 (2012年7月)
- 星のビーズ - 作詞、歌HouR＋(2017年4月)

### ドラマCD
- コープスパーティーシリーズ ドラマCD - 監修
- コープスパーティー2 DEAD PATIENT ドラマCD第1巻 - シナリオ (2013年6月)

### 朗読劇
- 祁答院慎ホラーショウ - シナリオ（2017年）

### その他
- RPGツクール2000 - 対応サンプルグラフィック製作 (2000年7月)[1]
- CG WORLD(ワークスコーポレーション刊) - イラストカット寄稿(2000年8月)[1]
- わらいのじかん(テレビ朝日系) - CGアニメ製作(2000年7月)[1]
- モコモコ広場(有限会社トモコム) - キャラクターデザイン(2000年9月)
- WiLLブランド(松下電器) - リアルタイム3Dコンテンツ製作(2000年12月
- スキヤキ!!ロンドンブーツ大作戦(テレビ東京系) - キャラクター製作(2001年7月)
- フェアリウム-クリオネの秘密の小部屋-(バンダイ、東京おもちゃショー参考出展) - 企画、開発、キャラクターデザイン(2002年5月)
- やり逃げコージー(テレビ東京系) - キャラクターデザイン(2002年5月)
- Chararina(プラエセンス) -  ロゴ、デフォルメキャラクター(2004年8月)
- 今井麻美バースデーライブ2015 「Wonder Place」- ライブシナリオ原作(2015年5月)

## 出演

### ラジオ
- コープスパーティーシリーズ ラジオ - ゲスト
- 杉田智和のアニゲラ!ディドゥーーン - ゲスト(9回他多数)、有象無象（2009年〜2013年）
- 杉田智和のアニゲラ!ディドゥーーン!! - 有象無象（2013年〜2016年）
- アニゲラ!ディドゥーーン!!! - 有象無象（2016年〜2021年）
- 今井麻美のSinger Song Gamer - ゲスト(70、71回)
- RADIO 4Gamer - ゲスト(19、74回、122回)
- 4Gamer TV〜突然!ブッピGAN!〜 - ゲスト

### インターネットテレビ番組
- 祁答院慎と行く○○ - レギュラー（2017年〜）
- ホラーアカデミアン - メドウィン・トリス役（2019年〜）

### 朗読劇
- 祁答院慎ホラーショウ - ナレーション（2017年）

## 関連人物
- 朝倉ブルー
- 杉田智和
- 直司 (犬)
- マフィア梶田